# Кара-Кыштак
Кара-Кыштак (кирг. Кара-Кыштак) — село в Кадамжайском районе Баткенской области Кыргызстана. Входит в состав айылного аймака Майдан.

## География
Село расположено в восточной части области, на правом берегу реки Исфайрамсай, на расстоянии приблизительно 32 километров (по прямой) к востоку от города Кадамжай, административного центра района. Абсолютная высота — 1160 метров над уровнем моря.

## Население
Согласно оценочным данным Национального статистического комитета Кыргызской Республики, численность населения села на начало 2023 года составляла 1379 человек.
| год     | 2009 | 2014 | 2015 | 2020 | 2021 | 2023 |
| ------- | ---- | ---- | ---- | ---- | ---- | ---- |
| человек | 1068 | 1221 | 1176 | 1287 | 1299 | 1379 |